# Marcel Thiry

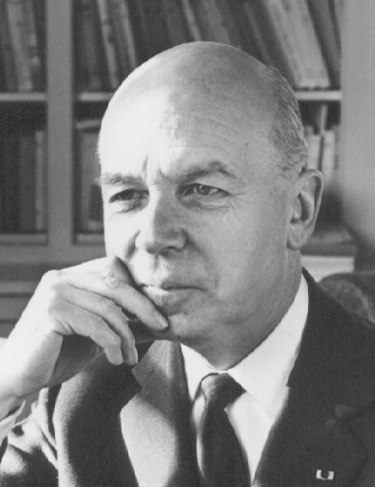
Marcel Thiry 1977

Marcel Thiry (* 13. März 1897 in Charleroi; † 5. September 1977 in Vaux-sous-Chèvremont, Gemeinde Chaudfontaine) war ein belgischer Dichter, Schriftsteller und Politiker französischer Sprache.

## Leben und Werk
Marcel Thiry wuchs in Lüttich auf. Von 1915 bis 1918 kämpfte er im Rahmen der belgischen Expeditionsstreitkräfte in Russland und kehrte über Sibirien, China und Amerika zurück. Bis 1931 war er Jurist, dann Unternehmer (als Nachfolger seines Vaters). Ab 1919 veröffentlichte er Dichtung, ab 1945 Romane. 1939 wurde er in die Académie royale de langue et de littérature françaises de Belgique (ARLLFB) gewählt. Von 1960 bis 1972 war er deren Ständiger Sekretär. 1964 erhielt er den Prix quinquennal de littérature der Französischen Gemeinschaft Belgiens, 1971 den Prix du Rayonnement de la langue et de la littérature françaises der Académie française.
Von 1968 bis 1974 gehörte er für die Partei Rassemblement wallon dem belgischen Senat an und wirkte in der Senatskommission für Äußeres und Kultur. Er war mehrfach parlamentarischer Delegierter bei der UNO.
Marcel Thiry war der Vater von Lise Thiry und lebenslanger Freund von Robert Vivier.

## Werke (Auswahl)

### Gesammelte Prosa
- Romans, nouvelles, contes, récits. A. De Rache, Brüssel 1981.
- Comme si (1959). Voie lactée (1961). Nondum jam (1966). Le Cri, Brüssel 1993. (Vorwort von Gaston Compère)
- Grandes proses. Hrsg. Charles Bertin. Actes Sud, Arles 2002.
- Nouvelles du grand possible et autres récits. Hrsg. Pascal Durand. Espace Nord, Brüssel 2015.

### Gesammelte Gedichte
- Toi qui pâlis au nom de Vancouver. Œuvres poétiques, 1924–1974. Seghers, Paris 1975. (Einleitung von Bernard Delvaille)
- Oeuvres poétiques complètes. 3 Bde. Académie royale de langue et de litterature françaises, Brüssel 1997.
- Traversées. Anthologie poétique. Hrsg. Jean-Pierre Bertrand und Karel Logist. Labor, Brüssel 2001. (Interpretation von Jean-Pierre Bertrand)
- Tous les grands ports ont des jardins zoologiques. Anthologie. Hrsg. Jérôme Leroy. Table ronde, Paris 2011.

### Einzelwerke (Auswahl)
- (1945) Échec au temps. Roman. Espace Nord, Brüssel 2013. (Vorwort von Roger Caillois. Nachwort von Pascal Durand)
- (1965) Le tour du monde en guerre des auto-canons belges 1915–1918. Lettres inédites d'Oscar et Marcel Thiry à leur famille pendant la Première guerre mondiale. Grand miroir, Brüssel 2003.